# Ternopiler Enzyklopädisches Wörterbuch

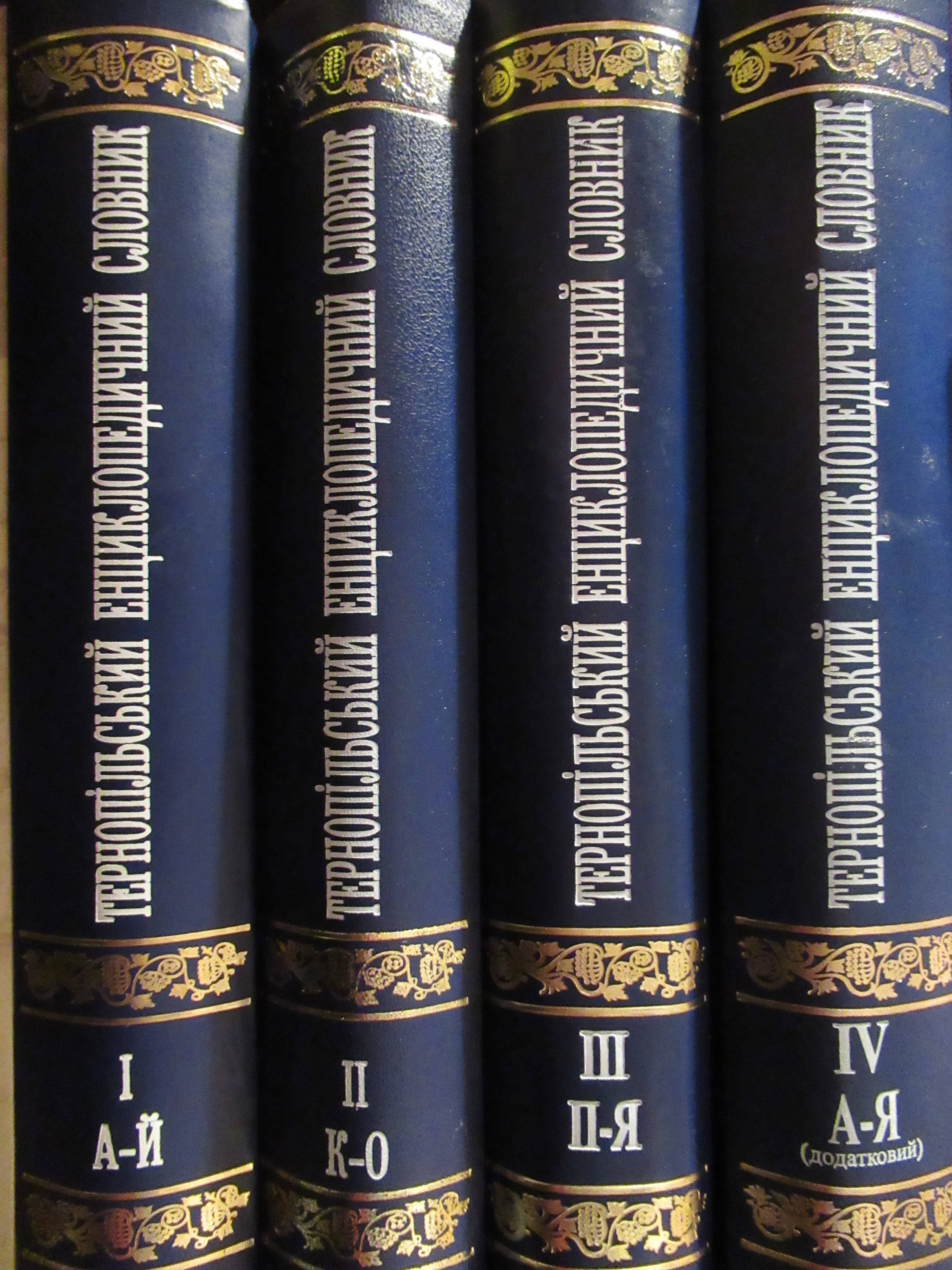
Ternopiler Enzyklopädisches Wörterbuch (/Ternopil’s’kyj encyklopedyčnyj slovnyk)

Das Ternopiler Enzyklopädische Wörterbuch (ukrainisch Тернопільський енциклопедичний словник/Ternopil’s’kyj encyklopedyčnyj slovnyk) (TES) ist ein 4-bändiges, der ostgalizischen Oblast Ternopil und ihrer Gebietshauptstadt Ternopil gewidmetes Nachschlagewerk.
Dreißig Jahre nach Erscheinen des Ternopil-Bandes aus der Serie Geschichte der Städte und Dörfer der Ukrainischen SSR begannen die ortsansässigen Historiker und Landeskundler Ternopils ihre Arbeit an dem Ternopiler Enzyklopädischen Wörterbuch. Es sollte das frühere veraltete und ideologisch befrachtete Nachschlagewerk ersetzen. Die 4 Bände, die zwischen 2004 und 2010 erschienen, gelten der Stadt und der gesamten Oblast. Auf fast 2.900 Seiten wird enzyklopädisch beschrieben, was die Kultur und Natur der Gegend ausmacht. Vorbild für das Wörterbuch war die gerade begonnene Enzyklopädie der modernen Ukraine, was zu einem besonders starken Anteil von Biographien geführt hat. Der ergänzende 4. Band enthält fast ausschließlich weitere Biographien. Die Artikel sind zuweilen mit Literaturangaben versehen, ebenso gibt es Schwarz-Weiß-Abbildungen, zumeist Photos zu den Personenartikeln. Wenige Hochglanzseiten geben Farbabbildungen in schlechter Qualität wieder. Alle Bände, die in einer Auflage von nur 3500 Exemplaren in Ternopil gedruckt wurden, finden sich online über die Seite der wissenschaftlichen Universalbibliothek der Oblast Ternopil.